# Coves del Drac
Les coves del Drac (en ortografia tradicional, coves del Drach) són quatre grans coves que es troben a l'illa de Mallorca, dins el municipi de Manacor, prop de la localitat de Portocristo. Les coves s'estenen fins a una profunditat de 25 m i arriben a 2,4 km de longitud.
Les quatre coves, anomenades la cova Negra, la cova Blanca, la cova de Lluís Salvador i la cova dels Francesos, estan connectades entre si. Les coves s'han format per acció de l'entrada de l'aigua de la mar Mediterrània, i alguns estudiosos consideren que la seva formació podria remuntar-se al Miocè.
Allotgen un gran llac subterrani, l'anomenat llac Martel, d'uns 115 m de longitud i 30 m d'amplària.